# Perrierophytum glomeratum
Perrierophytum glomeratum är en malvaväxtart som beskrevs av Bénédict Pierre Georges Hochreutiner. Perrierophytum glomeratum ingår i släktet Perrierophytum och familjen malvaväxter. Inga underarter finns listade i Catalogue of Life.